# مجموعات الإسعافات الأولية باك كيت
تعود جذور شركة (باك كيت) لمعدات السلامة إلى عام (1800-1800) عندما شكل سايلس بوروس، الممثل السابق لشركة الادوية الأمريكية (جون ويث وشركاؤه) وزميله في العمل هنري ويلكم شركه (بوروس ويلكم وشركاؤهم) في المملكة المتحدة.
بدأ الاثنان في صناعة الأدوية المغضوطة، وهو امر جيد في تلك الايام وآمن أكثر وأفضل من صناعة الادوية باستخدام الهاون والمدقة.
ازدهرت الأعمال التجارية، وبفضل التعاون مع العديد من المستكشفين من أواخر القرن التاسع عشر وأوائل القرن العشرين، حظيت (بوروس ويلكم) بشهرة في جميع أنحاء العالم.
في عام 1946 تم فصل باك كيت لتصبح شركة مستقلة قائمة بذاتها، وفي عام 2011 تم الاستحواذ عليها من خلال شركة (Acme United Corporation- شركة ذروة المتحدة).

## تاريخها
(1872-1880)
عمل هنري باور أحد العاملين في شركة جون ويث، التي أصبحت في ما بعد شركة الادوية العملاقة (ويث) على تطوير واحدة من أول آلات الأقراص المضغوطة الدوارة في الولايات المتحدة عام 1872.
مكنت هذه الآلة من إنتاج كميات ادوية كبيرة وبدقة غير مسبوقة حيث انها تقدم الاقراص المضغوطة جرعة واحدة والذي يجعلها أكثر اماناً من الادوية المصنوعة لاستخدام الهاون والمدقة.
عندما أصبحت حبوب ويث شائعة، قامت العديد من الشركات المصنعة الأمريكية باتباع خطى شركة ويث وجلبوا حبوباً موحدة إلى السوق.
وسعت شركة ويث شبكة توزيعها بسرعة في الولايات المتحدة وخارجها للاستحواذ على جزء كبير من السوق.
وفي عام 1878، قامت شركة جون ويث بارسال سيلاس بوروس إلى المملكة المتحدة لاستيراد وتصدير منتجات ويث.
ولأن الطريقة المستخدمة في المملكة المتحدة هي المدقة والهاون في تحضيرالأدوية ولا تزال تستخدم على نطاق واسع، فقد حققت الأدوية المضغوطة نجاحًا فوريًا.
طلب بوروس من هنري ويلكم الانضمام له لمساعدته في تنمية الأعمال. في عام 1880 تأسست شركة بوروس ويلكم وشركاه في لندن من بعد حصول السيدان في ويث لبيع منتجاتها في أوروبا وآسيا وأفريقيا وجزر الهند الشرقية وأستراليا.
(1880-1889)
على الرغم من نجاح الادوية، إلا ان الرسوم الجمركية على الواردات من الولايات المتحدة إلى إنجلترا جعلت الحبوب باهظة الثمن، لذلك قرر الشريكان صناعة الادوية بأنفسهم، اشتروا الآلات اللازمة لصنع أقراص الادوية المضغوطة من (ويث)  وفتحوا أول مصنع لهم في عام 1883 في (رصيف بيل لين- واندسوورث)، إنجلترا.
انتشرت صناعة الادوية المضغوطة في إنجلترا بعد ازدهار الأعمال التجارية، فقامت شركة بوروس ويلكم بوضع كلمة (Tabloid) كعلامة تجارية، وهي عبارة عن مزيج بين كلمتي   tablet” و   “alkaloid للأشارة إلى ادوية الشركة.
خلال السنوات العديدة التالية خاضت شركة بوروس ويلكم العديد من المعارك القانونية لمنع الشركات الأخرى من استخدام اسم Tabloid وفازت بعدد منها.
على مر السنين، أصبح اسم العلامة التجارية Tabloid مرادفًا للجودة والدقة، فقررت شركة بوروس ويلكم بتطبيق الاسم على منتجات أخرى مثل مجموعات الاسعافات الاولية Tabloid ، وصناديق الادوية، ومُظهري التصوير الفوتوغرافي Tabloid ، وحتى شاي Tabloid .
في عام 1888، جمعت الشركة مجموعة من المهندسين لتصميم وتصنيع آلات أكثر فعالية وأسرع لصنع الأدوية. وكانت النتيجة انها أنتجت ما يصل إلى 600 حبة مضغوطة في الدقيقة بمعيار الدقة غير المسبوق.
بعد عام، احتاجت الشركة إلى مصنع أكبر فانتقلت إلى مصانع ورق فينيكس القديمة في دارتفورد، إنجلترا.
خلال ال 25 سنة القادمة، وحتى اندلاع الحرب العالمية الأولى، شهدت بوروس ويلكم توسعاً عالمياً هائلاً.
المستكشفون
خلال معظم القرن التاسع عشر، كان هنالك العديد من المناطق غير مكتشفة في الكرة الارضية مثل جبال الهيمالايا والشمال والأقطاب الجنوبية والقارة الأفريقية. في خمسينيات القرن التاسع عشر، بدأت وكالات الأنباء ومعاهد البحث في تمويل المستكشفين. بدأت بوروس ويلكم في بحث المتطلبات الطبية للمستكشفين والمسافرين، والأمراض الاستوائية وعلاجهم، وأفضل الطرق لتقديم وحمل الأدوية.
ونتيجة لذلك، طورت بوروز ويلكوم معرفة وخبرة كبيرة تم وضعها تحت تدبير المسافرين الآخرين. زودتهم حالات بمعدات مجهزة بالأدوية الهامة والضمادات التي كانت منيع للتأثيرات المناخية. كما قدمت الشركة نصائح للمسافرين والمستكشفين بشأن طبيعة وكميات الأدوية التي قد يحتاجونها وفقًا للجزء الذي اقترحوا السفر فيه من العالم والأمراض التي قد يصابون بها.
كان المستكشف المعروف السير هنري مورتون ستانلي من أوائل الذين استفادوا من نتائج هذا البحث المتخصص، الذي رسم خرائط لأجزاء كبيرة من نهر الكونغو والنيل وبحيرات فيكتوريا وتنجانيكا في وسط أفريقيا.
وكما قال ستانلي في مرة «عندما تعرفت على السادة بوروس ويلكوم وبمجرد ان رأيت استعداداتهم وعملهم، وجدت سبيل تحقيق رغبتي السرية. في رحلاتي اللاحقة، قمت بإعداد جميع الأدوية بشكل جميل، وبأسلوب أكثر أناقة تم ترتيبه في أصغر صندوق دوائي كان من دواعي سروري أن أحمله إلى أفريقيا».
منذ ذلك الوقت، قامت شركة بوروس ويلكم بتزويد المعدات الطبية ومجموعات الإسعافات الأولية لكل بعثة استكشافية تقريبًا.
في عام 1909، أخذ الرئيس الأمريكي السابق ثيودور روزفلت استراحة من السياسة وتبع أحد أول حب له: السفر، ذهب لمطاردة مغامرة كبيرة في افريقيا، لكنه اتى أيضًا بمعلومات علمية بالإضافة إلى عينات من علم الحيوان والنبات.
بعد خمس سنوات، قام بتنظيم رحلة استكشافية إلى البرازيل. استكشف خلالها نهرًا سمي لاحقًا باسمه، ريو تيودورو. في كلتا الرحلتين، حمل روزفلت منتجات Tabloid من بوروس ويلكم معه.
أيضا في عام 1909، كان أول من وصل إلى القطب الشمالي هوالأدميرال روبرت إي بيري.
عندما عاد، قدم الأدميرال بيري عينات لبوروس ويلكوم من منتجات Tabloid التي حملها معه إلى القطب الشمالي.
بعد عدة سنوات، تسابق الكابتن النرويجي (روالد أموندسن) والإنجليزي الكابتن (روبرت سكوت) على الوصول أولاً إلى القطب الجنوبي. بدأت كلتا البعثتين في وقت واحد تقريبًا ولكن كان أموندسن هو الذي وصل إلى القطب اولاً في 14 ديسمبر 1911. وحمل الرجلان ملابس Tabloid معهما.
سيرا على الأقدام، على السفن وأيضا في الهواء، كانت مجموعات الإسعافات الأولية من بوروس ويلكم لا غنى عنها.
في عام 1926، كان الأمريكي ريتشارد إي بيرد أول من طار فوق القطب الشمالي وفي عام 1929 كرر فعله الشجاع عندما طار لأول مرة فوق القطب الجنوبي. في كلتا الحالتين، حمل الأدميرال بيرد المعدات الطبية Tabloid .
أظهرت تجارب هؤلاء المغامرين الرائعين أن معدات وأدوات الإسعافات الأولية "Tabloid" تلبي كل الاحتياجات، ليس فقط لأنهم احتلوا مساحة صغيرة جدًا، ولكن لسبب أهم بكثير أنهم كانوا محصنين ضد تأثيرات المناخ والظروف الجوية.
باك كيت
في عام 1922، تمت دعوة شركة بوروس ويلكم من قِبل شركة التأمين التابعة لشركة الهاتف والتلجراف الأمريكية  لابتكار حل للعدد الكبير من الإصابات الطفيفة التي أصيبت بها. واستجابة لذلك، صمموا نظامًا يوحّد جميع المطهرات والأدوية والضمادات في عبوات علاجية صغيرة بجرعة واحدة مخصصة خصيصًا لمجموعات الإسعافات الأولية. علامة بوروس ويلكم هي علامة تجارية على تصميم العبوة الجديد  (باك كيت).
بعد الحرب العالمية الثانية، قامت شركة بوروس ويلكم بتصفية بعض الأقسام للتركيز على عملها الأساسي المتمثل في تصنيع الأدوية. كانت عملية الإسعافات الأولية واحدة من هذه الأقسام وتم بيعها لموظفين اثنين: وليام فالون وسيسيل آر براون. عملت الشركة كشراكة غير مدمجة حتى عام 1958 عندما قتل السيد فالون في حادث سيارة. اشترت عائلة براون نصف السيد فالون من الشركة وأدرجت الشركة كشركة باك كيت لمعدات السلامة، في عام 1960.
OSHA and Pac-Kit’s   بمواضيع ومفاهيم أشمل:
في عام 1970، تغيرت صناعة معدات السلامة في الولايات المتحدة بشكل كبير مع سن قانون السلامة والصحة المهنية (OSHA) في الولايات المتحدة، ينص القانون على أن تكون مجموعات الإسعافات الأولية موجودة في كل مكان عمل مع الموظفين كان نمو وازدهار باك كت كبيرًا بسبب متطلبات OSHA الجديدة، واشترت الشركة منشأة أكبر تبلغ مساحتها 32000 قدم مربع في نوروالك، كونيتيكت في عام 1973.
بعد أربع سنوات، توسعت الشركة مرة أخرى عندما اشترت منشأة تبلغ مساحتها 40.000 قدم مربع في نوروالك بولاية كونيتيكت لاستخدامها كمستودع بعيد عن الموقع. استثمرت (باك كيت)  أيضًا في معدات التعبئة عالية السرعة خلال السبعينيات والثمانينيات، مما جعل من الممكن دخول السوق المتاح للمستشفى بالمنتجات التحضيرية الجراحية العامة. نظرًا لأن المستشفى وأسواق الإسعافات الأولية كان لها متطلبات تشغيلية واحتياجات إدارية مختلفة تمامًا، فقد انقسمت باك كيت إلى شركتين في عام 1995: شركة معدات السلامة (باك كيت) التي تديرها Roy M. Brown و The K.W. شركة Griffen Corporation التي يديرها جيمس بي. براون. في السنوات اللاحقة، واصلت  باك كيت في زيادة عدد مجموعات الإسعافات الأولية لمكان العمل الأمريكي.
باك كيت كعلامة تجارية لشركة Acme United :
في فبراير 2011، اشترت شركة اكمي يونايتيد حسابات القبض والمخزون والمعدات والعلامات التجارية والسجلات التاريخية والصور الفوتوغرافية لمعدات باك كيت مقابل 3.4 مليون دولار.
عندما استحوذت اكمي يونايتيد على باك كيت، كانت تمتلك بالفعل شركة إسعافات أولية تسمى (فيزيكيان كير)، والتي باعت الإسعافات الأولية والمنتجات الطبية التي لا تستلزم وصفة طبية إلى الأسواق الصناعية. لذلك كانت شركة اكمي يونايتيد قد اختبرت بالفعل أشخاصًا على متنها في فئة المنتجات تلك وكانت تعرف أيضًا سوق الإسعافات الأولية.
ونتيجة لذلك، زادت باك كيت إيراداتها من 4.5 مليون دولار إلى 5.2 مليون دولار في الأشهر العشرة الأولى بعد الاستحواذ عليها. في تلك الفترة نفسها، زادت هوامش باك كيت من حوالي 27٪ إلى أكثر من 30٪ بفضل القوة الشرائية المتزايدة.
واستمرت باك كيت في التوسع منذ ذلك الحين. في عام 2013، بدأت في تصنيع اثنتي عشرة مجموعة إسعافات أولية مختلفة لموزع أدوات صناعية كبير. تستهدف هذه المجموعات جميعًا صناعات مختلفة مثل اللحام والبناء والتعدين . كما أن أعمال باك كيت تنمو أيضًا مع عملاء اللوازم المكتبية التقليديين حيث يتطلعون إلى تقديم منتجات خارج اللوازم المكتبية الأساسية.
في عام 2015، قامت شركة اكمي يونايتيد بدمج مرافق إنتاج الإسعافات الأولية الأمريكية. على هذا النحو، تم نقل إنتاج باك كيت من نورواك إلى مصنع الإسعافات الأولية فقط في فانكوفر، واشنطن.
واليوم، تبيع باك كيت مجموعة متنوعة من مجموعات الإسعافات الأولية والمحطات الصناعية وإعادة التعبئة، والسفر الطبي الطارئ والأدوات الترفيهية للأسواق الصناعية والسلامة والنقل والأسواق البحرية. ومن المعروف أنها مصممة هذه العناصر لتلبية متطلبات المستخدم والتغيرات السريعة .
1. 1 2   https://www.med-dept.com/resources/ww2-medical-equipment-manufacturers-and-suppliers/. اطلع عليه بتاريخ 2024-05-29. {{استشهاد ويب}}: |url= بحاجة لعنوان (مساعدة) والوسيط |title= غير موجود أو فارغ (من ويكي بيانات) (مساعدة)